# Monte Albergian
Il monte Albergian (3.041 m s.l.m.) è una montagna delle Alpi del Monginevro nelle Alpi Cozie del Piemonte, nella città metropolitana di Torino.

## Toponimo
Il nome Albergian potrebbe derivare da quello della popolazione celtica degli Egyans (in italiano Egidini) e significherebbe Alto monte degli Egini (Alberg-Egyan) nel loro antico linguaggio. Secondo un'altra ipotesi il nome della montagna deriverebbe dalla divinità solare romana Giano.

## Caratteristiche

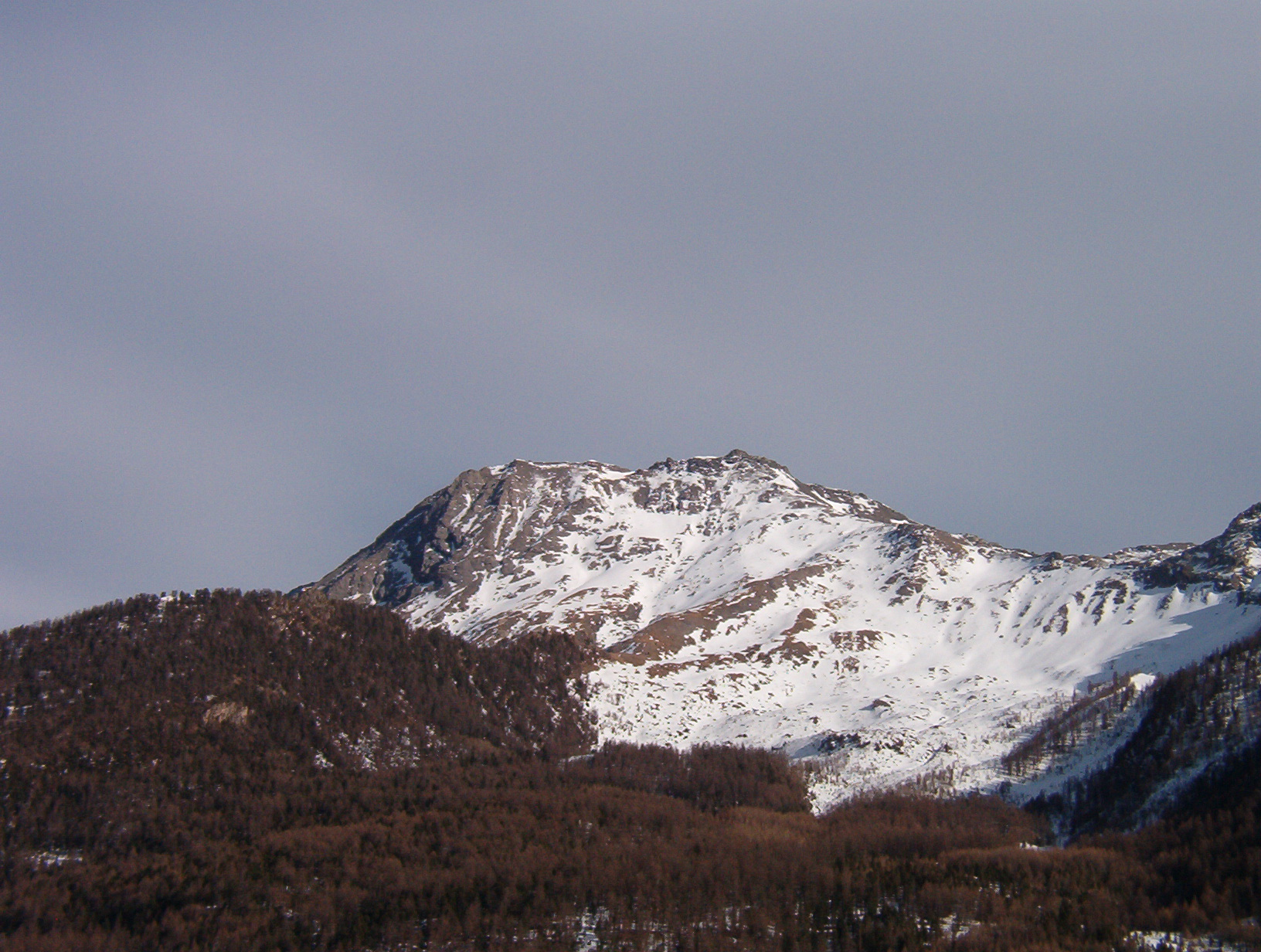
Il monte Albergian visto dal Grand Puy, frazione di Pragelato.

L'Albergian si trova lungo la dorsale tra la val Chisone e la Valle di Massello. In particolare salendo la Val Chisone, all'altezza di Pragelato, lo si vede sulla sinistra e si presenta come una massiccia montagna visibile da tutta la valle.
La vetta è costituita da una cresta lunga una decina di metri e sormontata da una grande croce metallica.
Un battaglione del 3º Reggimento alpini, che durante la prima guerra mondiale ottenne una Medaglia d'argento al valor militare, venne chiamato Monte Albergian. Anche un noto Genepy, liquore alle erbe tipico delle Alpi Piemontesi, porta lo stesso nome ed è stato prodotto dapprima sotto l'Albergian, nel paese di Pragelato.

## Salita alla vetta
La via di salita parte normalmente dall'abitato di Pragelato e presenta un dislivello di circa 1500 m.
Siti specializzati indicano il percorso come adatto per escursionisti esperti.
Il sentiero (n. 316) è ben segnalato lungo il percorso con le consuete marcature bianco/rosse; attualmente mancano le indicazioni ai punti di partenza, sia da Pragelato centro che dalla fraz. Ruà, e resta quindi difficile trovarne l'attacco senza informazioni.
In alternativa dalla valle di Massello è possibile salire sulla vetta partendo da Balziglia, frazione di Massello.